# Erzbistum Kalkutta
Das Erzbistum Kalkutta (bengalisch কলকাতার বিশপের এলাকা Kolkātār biśapēr ēlākā, lateinisch Archidioecesis Calcuttensis) ist eine Erzdiözese der römisch-katholischen Kirche in Indien mit Sitz in Kolkata.
Das Erzbistum Kalkutta umfasst die Distrikte Bankura, Haora, Hugli, Kalkutta, Pashchim Medinipur, Purba Medinipur und Uttar 24 Pargana im Bundesstaat Westbengalen.

## Geschichte
Das Erzbistum Kalkutta wurde am 18. April 1834 durch Papst Gregor XVI. mit der Apostolischen Konstitution Latissimi Terrarum aus Gebietsabtretungen des Bistums São Tomé von Meliapore als Apostolisches Vikariat Bengalen errichtet. Am 15. Februar 1850 gab das Apostolische Vikariat Bengalen Teile seines Territoriums zur Gründung des Apostolischen Vikariates Ost-Bengalen ab. Das verbliebene wurde in Apostolisches Vikariat Westbengalen umbenannt. Das Apostolische Vikariat Westbengalen gab 1870 Teile seines Territoriums zur Gründung der Apostolischen Präfektur Zentral-Bengalen ab.
Am 1. September 1886 wurde das Apostolische Vikariat Westbengalen durch Papst Leo XIII. mit der Apostolischen Konstitution Humanae salutis zum Erzbistum erhoben und in Erzbistum Kalkutta umbenannt. Das Erzbistum Kalkutta gab am 25. Mai 1927 Teile seines Territoriums zur Gründung des Bistums Ranchi ab. Weitere Gebietsabtretungen erfolgten am 15. Februar 1929 zur Gründung der Mission sui juris Sikkim, am 14. Juni 1951 zur Gründung des Bistums Sambalpur, am 17. Januar 1952 zur Gründung der Apostolischen Präfektur Malda, am 2. Juli 1962 zur Gründung des Bistums Jamshedpur, am 8. Juni 1968 zur Gründung der Apostolischen Präfektur Balasore, am 30. Mai 1977 zur Gründung des Bistums Baruipur und am 24. Oktober 1997 zur Gründung des Bistums Asansol.

## Kirchenprovinz
| Diözese            | Katholiken | Einw., ges. |
| ------------------ | ---------- | ----------- |
| Erzbistum Kalkutta | 145246     | 31152686    |
| Bistum Asansol     | 024841     | 12100000    |
| Bistum Bagdogra    | 053114     | 01002000    |
| Bistum Baruipur    | 057190     | 09067800    |
| Bistum Darjeeling  | 033553     | 02331153    |
| Bistum Jalpaiguri  | 139576     | 05112860    |
| Bistum Krishnagar  | 064906     | 11591600    |
| Bistum Raiganj     | 091421     | 08175321    |

## Ordinarien

### Apostolische Vikare von Bengalen
- Patrick Joseph Carew, 1840–1850

### Apostolische Vikare von Westbengalen
- Patrick Joseph Carew, 1850–1855
- Thomas Olliffe, 1855–1859
- Augustus Van Heule SJ, 1864–1865
- Walter Steins SJ, 1867–1877
- Paul François Marie Goethals SJ, 1877–1886

### Erzbischöfe von Kalkutta
- Paul François Marie Goethals SJ, 1886–1901
- Brice Meuleman SJ, 1902–1924
- Ferdinand Périer SJ, 1924–1960
- Vivian Anthony Dyer, 1960–1962
- Albert Vincent D’Souza, 1962–1969
- Lawrence Trevor Kardinal Picachy SJ, 1969–1986
- Henry Sebastian D’Souza, 1986–2002
- Lucas Sirkar SDB, 2002–2012
- Thomas D’Souza, seit 2012[1]